# جامعة بيرغامو
جامعة بيرغامو (بالإيطالية: Università degli Studi di Bergamo)‏ هي جامعة إيطالية مقرها بيرغامو. أنشئت عام 1968 وتضم خمس كليات.

## تاريخ الجامعة
أنشئت جامعة بيرغامو عام 1968 تحت اسم «معهد اللغات والآداب الأجنبية»، وفي عام 1974 أُدخلت بالمعهد برامج دراسية في مجالي الاقتصاد وإدارة الأعمال، وفي عام 1988 منح المعهد صفة «جامعة».

## معرض صور

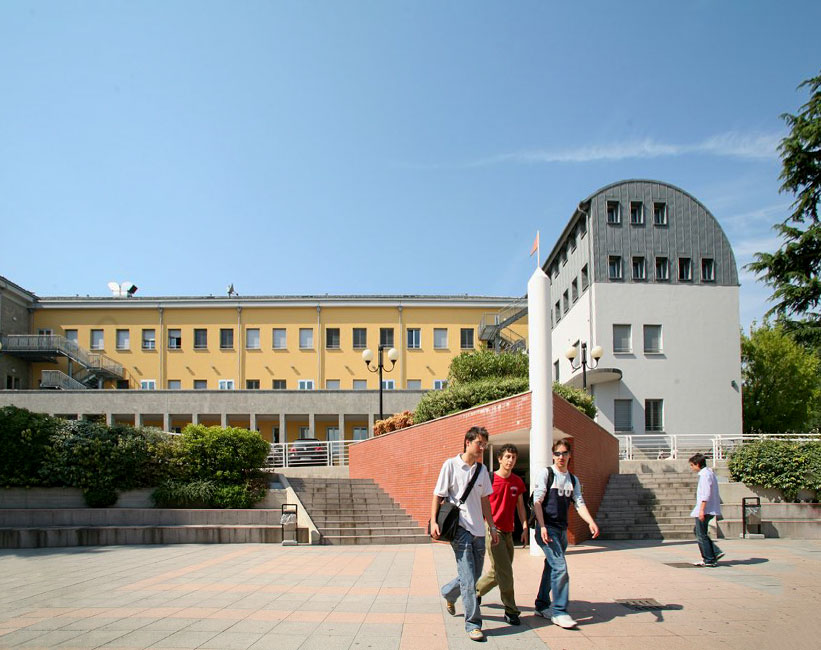
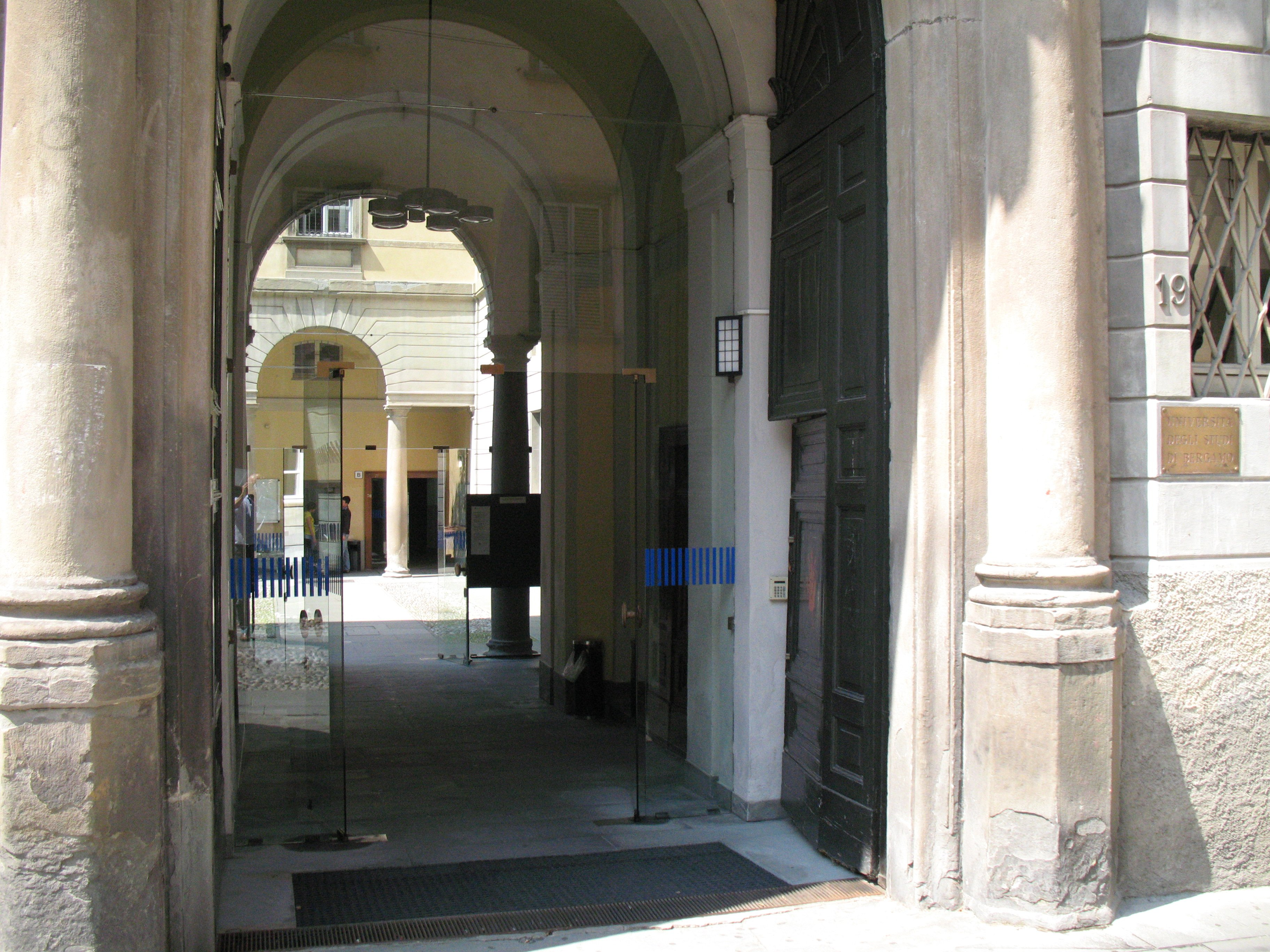
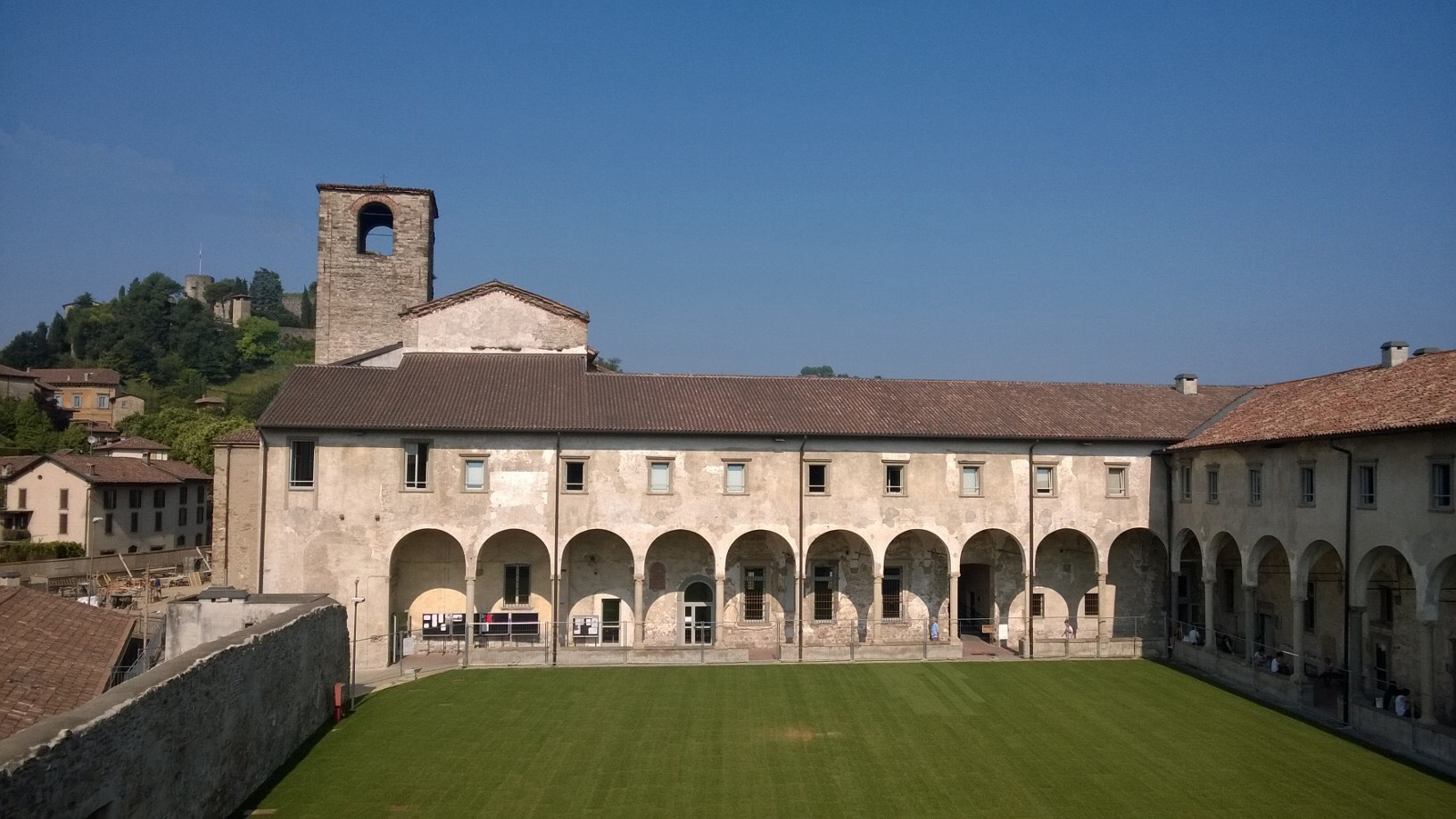
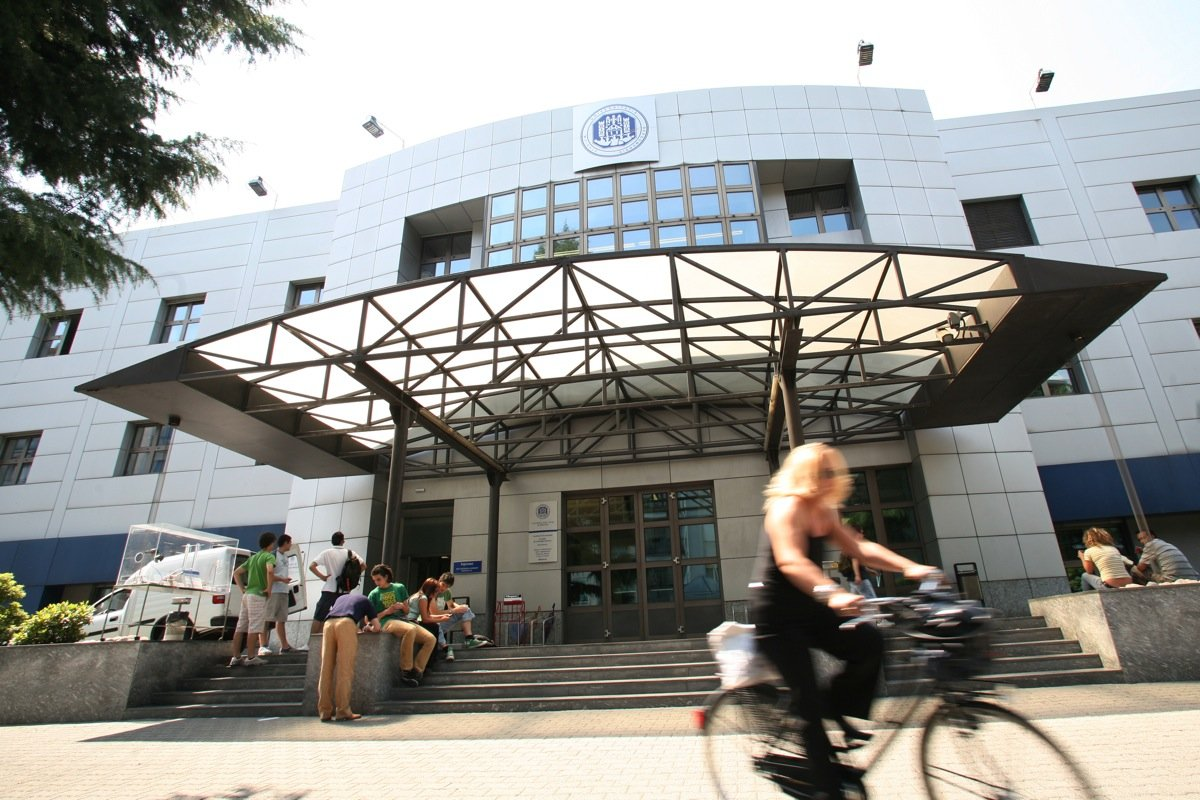
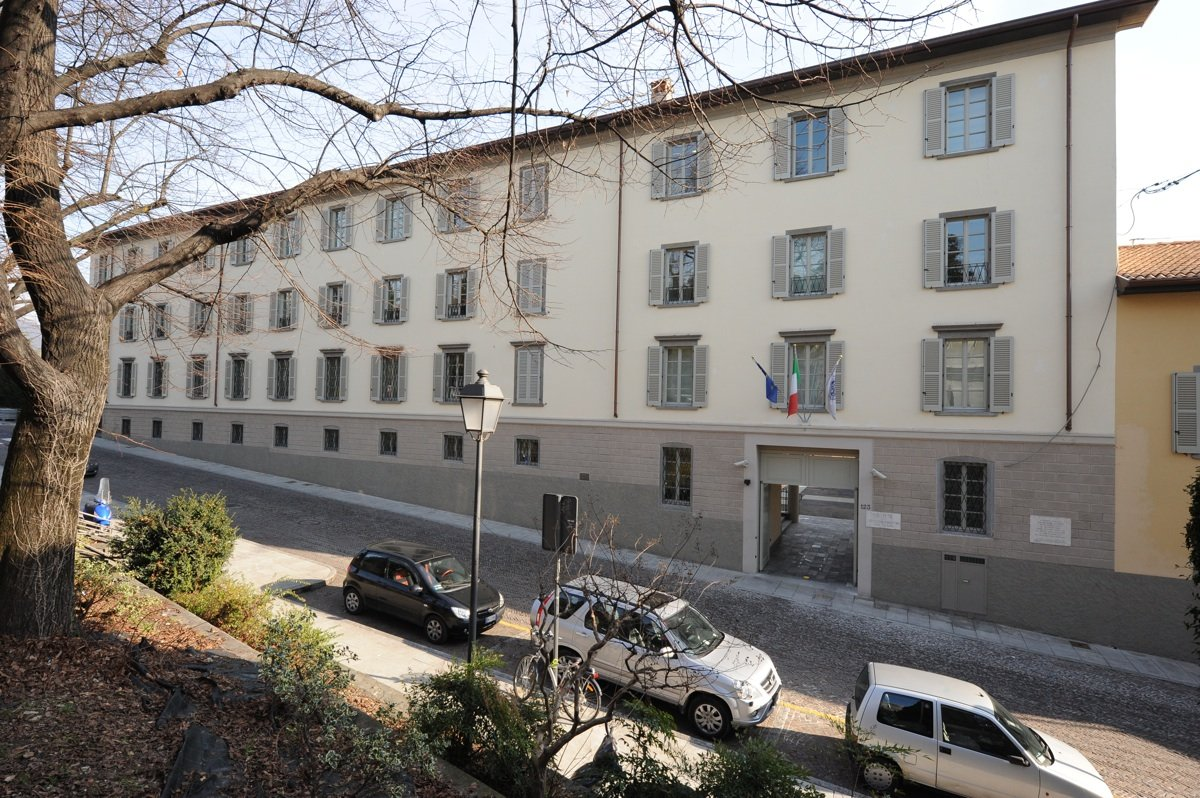
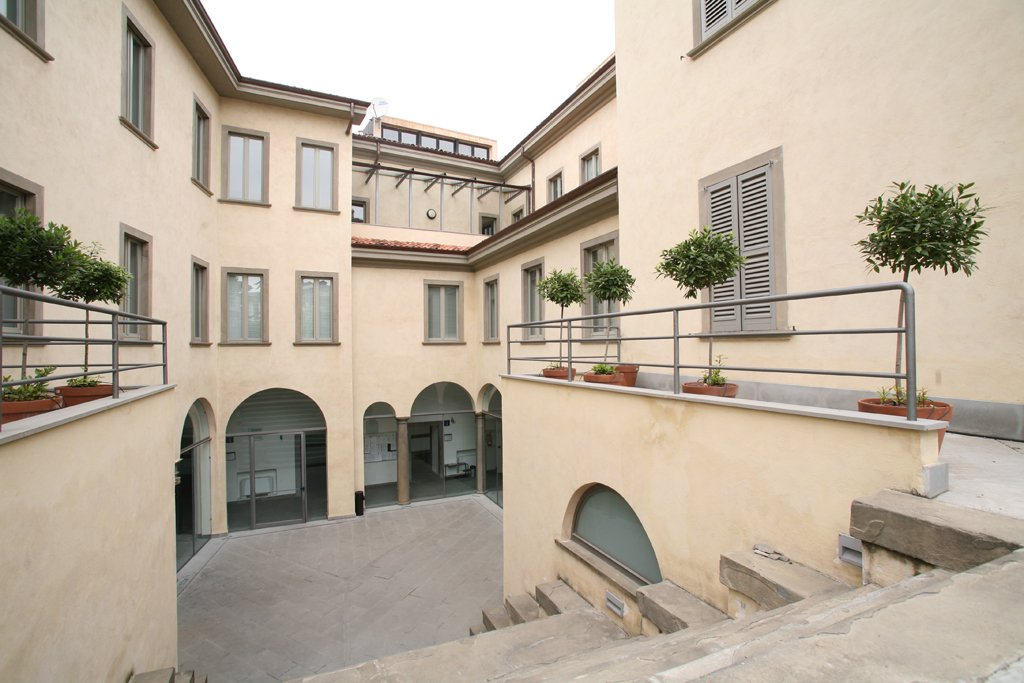

## كليات الجامعة
تضم جامعة بيرغامو 5 كليات هي:
- كلية الآداب والفلسفة
- كلية الاقتصاد وإدارة الأعمال
- كلية القانون
- كلية اللغات والآداب الأجنبية
- كلية الهندسة

## وصلات خارجية
- الموقع الرسمي للجامعة (بالإيطالية) (بالإنجليزية)